# Índice de Friz
El índice de Friz es una representación gráfica de datos demográficos. Representa el porcentaje de población de menos de 20 años (entre 0 y 19 años), con respecto al grupo de población de edades comprendidas entre los 30 y los 49 años. Cuando este índice supera el valor de 160 se considera que la población estudiada es una población joven, mientras que si resulta inferior a 60 se considera una población envejecida.
Habitualmente se representa sobre un eje de coordenadas la proporción de la población de menos de 20 años, tomándose como base 100 la población entre 30 y 49 años, obteniendo una imagen similar —aunque simplificada— a la de la pirámide de población demográfica clásica.
También indica el nivel de rebeldía del cabello de las mujeres (El frizz es el encrespamiento, el esponjamiento y la manifestación de electricidad y estática en el cabello. La falta de hidratación, de ácidos grasos esenciales y de proteínas, suelen ser los principales causantes)